# U17-världsmästerskapet i bandy för damer
F17-VM i bandy är ungdoms-VM i bandy för flickor upp till 17 års ålder. Det är den enda åldersgruppen för vilken det arrangeras världsmästerskap i bandy för kvinnliga spelare. Normalt deltar bara lag från de huvudsakliga bandyländerna (Finland, Norge, Ryssland och Sverige) men USA har deltagit några gånger och vid turneringen i Irkutsk 2017 gjorde Kina debut. Den första turneringen hölls 2009 och det har sedan arrangerats vartannat år.

## Resultat
| År   | Värdstad och -land       | Mästarinnor  | Silvermedaljöser | Bronsmedaljöser |
| ---- | ------------------------ | ------------ | ---------------- | --------------- |
| 2009 | Villmanstrand, Finland   | Ryssland U17 | Finland U17      | Sverige U17     |
| 2011 | Obuchovo, M.o., Ryssland | Sverige U17  | Finland U17      | Ryssland U17    |
| 2013 | Nässjö, Sverige          | Sverige U17  | Finland U17      | Ryssland U17    |
| 2015 | Roseville, MN, USA       | Sverige U17  | Ryssland U17     | Finland U17     |
| 2017 | Irkutsk, Ryssland        | Sverige U17  | Ryssland U17     | Finland U17     |
| 2019 | Varkaus, Finland         | Sverige U17  | Ryssland U17     | Finland U17     |
| 2022 | Lidköping, Sverige       | Sverige U17  | Norge U17        | Finland U17     |
| 2023 | Oslo, Norge              | Sverige U17  | Norge U17        | Finland U17     |